# Methylobacteriaceae
Methylobacteriaceae (лат.) — семейство бактерий из порядка Rhizobiales (Ризобиевые) класса альфа-протеобактерий.
Бактерии Methylobacteriaceae стали первыми обнаруженными в постоянном развитии за пределами международной космической станции

В семейство входят рода:
- Enterovirga Chen et al. 2017
- Methylobacterium Patt et al. 1976 (Approved Lists 1980)
- Methylorubrum Green and Ardley 2018
- Microvirga Kanso and Patel 2003
- Psychroglaciecola Qu et al. 2014